# Ainring
Ainring – miejscowość i gmina w Niemczech, w kraju związkowym Bawaria, w rejencji Górna Bawaria, w regionie Südostoberbayern, w powiecie Berchtesgadener Land. Leży około 20 km na północny wschód od Bad Reichenhall, nad rzeką Saalach, przy drodze B20 i linii kolejowej Salzburg – Berchtesgaden.

## Demografia
| Rok  | Liczba mieszk. |
| ---- | -------------- |
| 1970 | 6 483          |
| 1987 | 8 099          |
| 2000 | 9 570          |
| 2005 | 10 010         |
| 2008 | 9 907          |

Dane o ludności z 31 grudnia 2008:
| Opis                                | Ogółem | Ogółem | Kobiety | Kobiety | Mężczyźni | Mężczyźni |
| ----------------------------------- | ------ | ------ | ------- | ------- | --------- | --------- |
| Jednostka                           | osób   | %      | osób    | %       | osób      | %         |
| Populacja                           | 9907   | 100    | 5064    | 51,12   | 4843      | 48,88     |
| Wiek przedprodukcyjny (0–17 lat)    | 1700   | 17,16  | 818     | 8,26    | 882       | 8,9       |
| Wiek produkcyjny (18–65 lat)        | 5955   | 60,11  | 2959    | 29,87   | 2996      | 30,24     |
| Wiek poprodukcyjny (powyżej 65 lat) | 2252   | 22,73  | 1287    | 12,99   | 965       | 9,74      |

## Polityka
Wójtem gminy jest Hans Eschlberger z CSU, rada gminy składa się z 24 osób.
|      | CSU | SPD | ÜWG | UBL | Razem |
| 2008 | 13  | 2   | 7   | 2   | 24    |
| 2002 | 10  | 2   | 6   | 2   | 20    |

## Oświata
W gminie znajdują się dwa przedszkola (Ainring - 50 miejsc, 42 dzieci w 2007, Heidenpoint - 75 miejsc, 71 dzieci w 2009), żłobek (12 miejsc, wszystkie zajęte w 2009) oraz 3 szkoły (Volksschule Feldkirchen - szkoła podstawowa, 15 nauczycieli, 315 uczniów, Volksschule Thundorf - szkoła podstawowa, 5 nauczycieli, 90 uczniów, Hauptschule Mitterfelden, 23 nauczycieli, 250 uczniów).